# Xandra Velzeboer
Pour les articles homonymes, voir Velzeboer.
Xandra Velzeboer (née le 7 septembre 2001 à Culemborg) est une patineuse de vitesse sur piste courte néerlandaise.

## Biographie
Elle est la nièce de Monique Velzeboer et Simone Velzeboer, la fille de Marc Velzeboer et la sœur de Michelle Velzeboer, toutes patineuses de vitesse sur piste courte ayant représenté leur pays en compétitions internationales. Elle commence par le roller en ligne, mais se met rapidement au short-track qu’elle trouve plus excitant ; à huit ans, elle se lance alors au club de Bois-le-Duc.
En 2018, elle reçoit le prix de talent de l’année de la Koninklijke Nederlandsche Schaatsenrijders Bond, la fédération néerlandaise de patinage de vitesse.
Au cours de la saison de Coupe du monde de patinage de vitesse sur piste courte 2019-2020, elle représente son pays pour la première fois.
En 2020, elle obtient deux médailles d’or aux championnats du monde junior, en individuel au 500 mètres et au relais féminin en battant le record du monde junior avec Georgie Dalrymple, Anne Floor Otter et Marijn Wiersma.
En 2021, elle obtient une médaille de bronze aux championnats d’Europe au 500 mètres ; elle remporte également le bronze au 1500 mètres aux championnats du monde de patinage de vitesse sur piste courte 2021. Son équipe remporte le relais aux deux compétitions avec Selma Poutsma, Suzanne Schulting et Yara van Kerkhof, avec Rianne de Vries participant comme remplaçante.